# محمد بن رافع
محمد بن رافع، یکی از محدثان سنی مذهب است که در سال ۱۷۰ ه.ق به دنیا آمده و در سال ۲۴۵ ه.ق از دنیا رفته است. او از جمله محدثان اهل سنتی بود که در جریان سفر علی بن موسی الرضا به نیشابور، به استقبال او رفته و حدیث سلسله الذهب را نقل کرده‌است.

## طبقات روایی
افرادی که محمد بن رافع از آنها استماع حدیث می‌کرده عبارتند از: «سفیان بن عیینه، معن بن عیسی، ابن ابی‌فدیک، ابابکر بن ابی اویس، عبدالله بن ادریس، وکیعا، ابن‌نمیر، ابامعاویه، ابا اسامه، یونس بن بکیر و حسین جعفی»
و افرادی که از او نقل حدیث کرده‌اند، عبارتند از: «بخاری، مسلم، ابوداود، نسائی، ترمذی، محمد بن یحیی الذهلی، احمد بن سلمه،‌ابوزرعه، ابراهیم بن ابی طالب، ابوبکر بن خزیمه،‌ابوبکر بن ابی داود، محمد بن عقیل بلخی، جعفر بن احمد بن نصر، محمد بن اسحاق ثقفی، زنجویه بن محمد»

## موقعیت رجالی
حاکم نیشابوری در تاریخش، او را صادق دانسته‌است، مسلم و نسائی نیز او را ثقه می‌دانند.

## مرگ
آورده اند که وی در ذی الحجه ۲۴۵ ه.ق از دنیا رفته است. او را احمد بن نصر عابد غسل کرد و محمد بن یحیی بر او نماز خواند.